# Campeonato de Cantabria de traineras
El Campeonato de Cantabria de traineras es una competición de remo en traineras que se celebra anualmente en el mes de julio o agosto en algún lugar de la Comunidad Autónoma de Cantabria. Se viene celebrando anualmente desde 1944, exceptuando algunas ediciones entre 1951 y 1964 y la edición de 1968 que no se pudieron llevar a cabo.
El campo de regatas más utilizado para la competición ha sido Santander que se ha utilizado en 33 de las 41 ediciones. Laredo, Santoña y Castro Urdiales lo han celebrado en dos ocasiones y Camargo y la Marina de Santander lo han celebrado en una ocasión.

## Historia

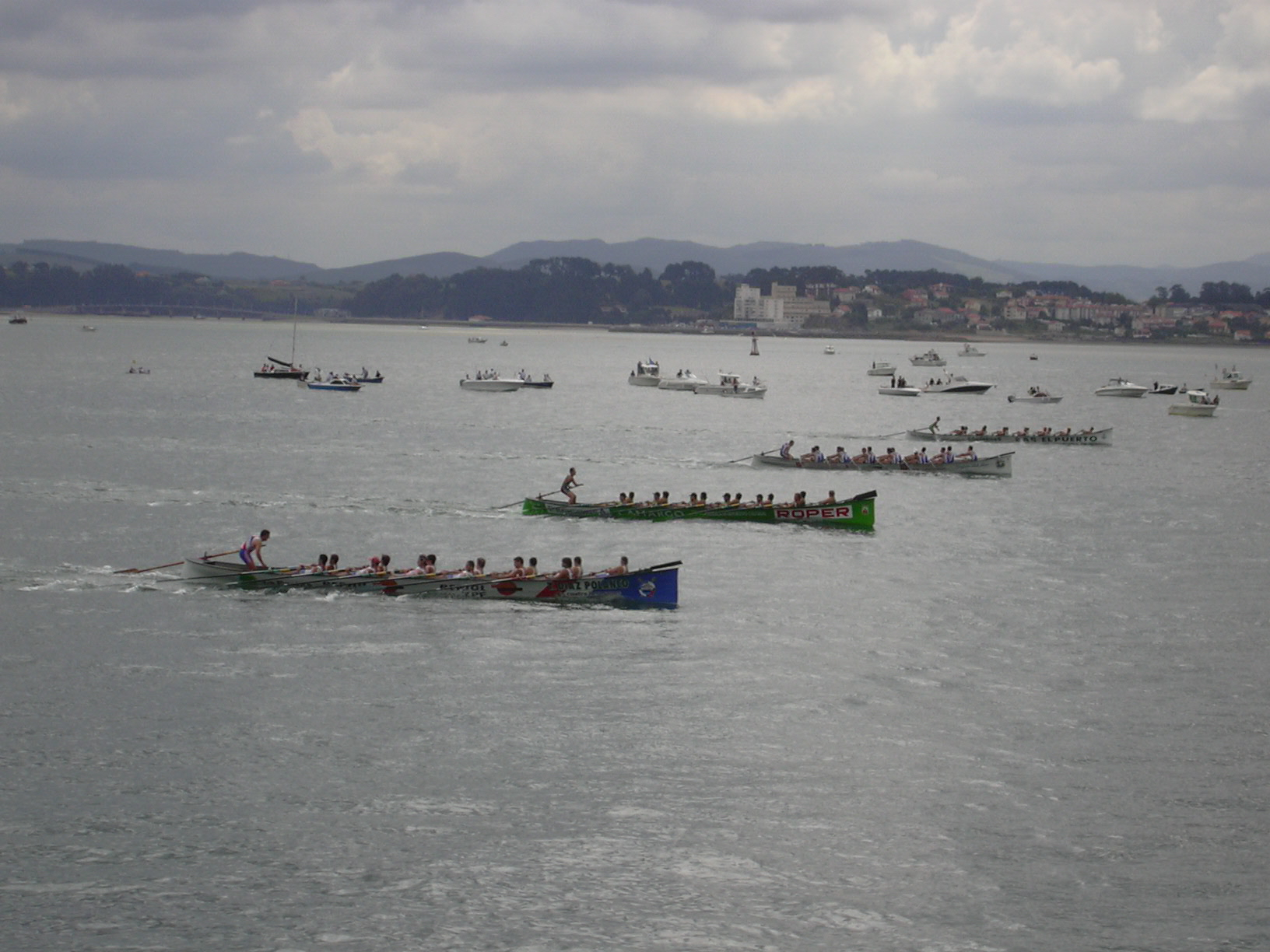
Primera tanda del Campeonato de Cantabria de Traineras 2006.

En los últimos años ha sido la tripulación de la Sociedad Deportiva de Remo Astillero la que se ha llevado el título regional de Cantabria. En el año 2006 y tras una gran polémica, Astillero se alzó con la victoria. Los problemas surgieron porque la calle cuatro tenía más metros de los reglamentados y por eso la Sociedad Deportiva de Remo Pedreña impugnó la regata aunque finalmente se quedaron los puestos como anteriormente.
Al año siguiente, en 2007 se celebró la regata el miércoles 1 de agosto en día laborable. Finalmente el triunfo fue para la Sociedad Deportiva de Remo Pedreña que aventajó en tres segundos a la Sociedad Deportiva de Remo Castro Urdiales. Los dos siguientes años la victoria correspondió a Astillero que en 2008 se adjudicó la regata en Castro Urdiales y en 2009 en la bahía santanderina.

## Palmarés
| Edición | Año  | Lugar           | Vencedor            | Subcampeón          | Tercer clasificado  |
| ------- | ---- | --------------- | ------------------- | ------------------- | ------------------- |
| I       | 1944 | Santander       | Pedreña             | Peñacastillo        | Pedreña B           |
| II      | 1945 | Santander       | Pedreña             | Peñacastillo        | Santander           |
| III     | 1946 | Santander       | Pedreña             | Peñacastillo        | Santander           |
| IV      | 1947 | Santander       | Pedreña             | Peñacastillo        |                     |
| V       | 1948 | Santander       | Pedreña             | Peñacastillo        |                     |
| VI      | 1949 | Santander       | Pedreña             | Peñacastillo        |                     |
| VII     | 1950 | Santander       | Pedreña             | Peñacastillo        |                     |
| VIII    | 1964 | Santander       | Pedreña             | Santoña             | Peñacastillo        |
| IX      | 1965 | Santander       | Pedreña             | El Cohete (Pedreña) |                     |
| X       | 1966 | Santander       | Pedreña             | Peñacastillo        | La Bomba (Pedreña)  |
| XI      | 1967 | Santander       | Astillero           | Pedreña             | Peñacastillo        |
| XII     | 1969 | Santander       | Pedreña             | Astillero           | Peñacastillo        |
| XIII    | 1970 | Santander       | Astillero           | Pedreña             | Castro Urdiales     |
| XIV     | 1971 | Santander       | Astillero           | Pedreña             | Santander           |
| XV      | 1972 | Santander       | Santander           | Astillero           | Pedreña             |
| XVI     | 1973 | Santander       | Astillero           | Pedreña             | Santander           |
| XVII    | 1974 | Santander       | Castro Urdiales     | Astillero           | Santander           |
| XVIII   | 1975 | Santander       | Castro Urdiales     | Astillero           | Pedreña             |
| XIX     | 1976 | Santander       | Astillero           | Castro Urdiales     | Laredo              |
| XX      | 1977 | Laredo          | Castro Urdiales     | Pedreña             | Astillero           |
| XXI     | 1978 | Laredo          | Astillero           | Laredo              | Castro Urdiales     |
| XXII    | 1979 | Santander       | Pedreña             | Castro Urdiales     | Astillero           |
| XXIII   | 1980 | Santoña         | Castro Urdiales     | Astillero           |                     |
| XXIV    | 1981 | Santoña         | Castro Urdiales     | Astillero           | Pedreña             |
| XXV     | 1982 | Santoña         | Castro Urdiales     | Pedreña             | Astillero           |
| XXVI    | 1983 | Santander       | Astillero           | Pedreña             | Santoña             |
| XXVII   | 1984 | Santander       | Castro Urdiales     | Santoña             | Pedreña             |
| XVIII   | 1985 | Santander       | Pedreña             | Castro Urdiales     | Santoña             |
| XXIX    | 1986 | Santander       | Santoña             | Camargo             | Castro Urdiales     |
| XXX     | 1987 | Camargo         | Santoña             | Castro Urdiales     | Camargo             |
| XXXI    | 1988 | Santander       | Santoña             | Camargo             | Ciudad de Santander |
| XXXII   | 1989 | Santander       | Ciudad de Santander | Santoña             | Castro Urdiales     |
| XXXIII  | 1990 | Castro Urdiales | Castro Urdiales     | Ciudad de Santander | Camargo             |
| XXXIV   | 1991 | Camargo         | Ciudad de Santander | Santoña             | Camargo             |
| XXXV    | 1992 | Santander       | Ciudad de Santander | Camargo             | Santoña             |
| XXXVI   | 1993 | Santander       | Ciudad de Santander | Camargo             | Carasa-Voto         |
| XXXVII  | 1994 | Santander       | Ciudad de Santander | Santoña             | Camargo             |
| XXXVIII | 1995 | Santander       | Santoña             | Ciudad de Santander | Castro Urdiales     |
| XXXIX   | 1996 | Santander       | Santoña             | Camargo             | Ciudad de Santander |
| XL      | 1997 | Santander       | Ciudad de Santander | Pedreña             | Colindres           |
| XLI     | 1998 | Santander       | Astillero           | Santoña             | Castro Urdiales     |
| XLII    | 1999 | Santander       | Astillero           | Castro Urdiales     | Ciudad de Santander |
| XLIII   | 2000 | Santander       | Astillero           | Castro Urdiales     | Ciudad de Santander |
| XLIV    | 2001 | Santander       | Castro Urdiales     | Ciudad de Santander | Astillero           |
| XLV     | 2002 | Castro Urdiales | Castro Urdiales     | Astillero           | Pedreña             |
| XLVI    | 2003 | Santander       | Astillero           | Castro Urdiales     | Pedreña             |
| XLVII   | 2004 | Santander       | Astillero           | Castro Urdiales     | Pedreña             |
| XLVIII  | 2005 | Santander       | Astillero           | Pedreña             | Castro Urdiales     |
| XLIX    | 2006 | Santander       | Astillero           | Castro Urdiales     | Pontejos            |
| L       | 2007 | Santander       | Pedreña             | Castro Urdiales     | Astillero           |
| LI      | 2008 | Castro Urdiales | Astillero           | Castro Urdiales     | Pedreña             |
| LII     | 2009 | Santander       | Astillero           | Castro Urdiales     | Pedreña             |
| LIII    | 2010 | Castro Urdiales | Castro Urdiales     | Astillero           | Pedreña             |
| LIV     | 2011 | Castro Urdiales | Astillero           | Pedreña             | Castro Urdiales     |
| LV      | 2012 | Castro Urdiales | Astillero           | Castro Urdiales     | Pedreña             |
| LVI     | 2013 | Castro Urdiales | Astillero           | Pedreña             | Santoña             |
| LVII    | 2014 | Santander       | Astillero           | Pedreña             | Santoña             |
| LVIII   | 2015 | Pedreña         | Astillero           | Pedreña             | Castreña            |
| LIX     | 2016 | Camargo         | Astillero           | Pedreña             | Camargo             |
| LX      | 2017 | Castro Urdiales | Astillero           | Pedreña             | Santoña             |
| LXI     | 2018 | Castro Urdiales | Astillero           | Pedreña             | Camargo             |
| LXII    | 2019 | Castro Urdiales | Astillero           | Pedreña             | Camargo             |
| LXIII   | 2020 | Camargo         | Pedreña             | Camargo             | Astillero           |
| LXIV    | 2021 | Camargo         | Pedreña             | Castreña            | Camargo             |
| LXV     | 2022 | Camargo         | Pedreña             | Castreña            | Camargo             |
| LXVI    | 2023 | Laredo          | Camargo             | Pedreña             | Astillero           |
| LXVII   | 2024 | Laredo          | Camargo             | Pedreña             | Castreña            |
| LXVIII  | 2025 | Castro-Urdiales | Astillero           | Pedreña             | Camargo             |

## Historial
| Club                | Victorias | Años |
| ------------------- | --------- | --- |
| Astillero           | 26        | 1967, 1970, 1971, 1973, 1976, 1978, 1983, 1998, 1999, 2000, 2003, 2004, 2005, 2006, 2008, 2009, 2011, 2012, 2013, 2014, 2015, 2016, 2017, 2018, 2019 y 2025 |
| Pedreña             | 17        | 1944, 1945, 1946, 1947, 1948, 1949, 1950, 1964, 1965, 1966, 1969, 1979, 1985, 2007, 2020, 2021 y 2022                                                       |
| Castro Urdiales     | 11        | 1974, 1975, 1977, 1980, 1981, 1982, 1984, 1990, 2001, 2002, 2010                                                                                            |
| Ciudad de Santander | 6         | 1989, 1991, 1992, 1993, 1994, 1997 |
| Santoña             | 5         | 1986, 1987, 1988, 1995, 1996 |
| Valle de Camargo    | 2         | 2023 y 2024 |
| C.R. Santander      | 1         | 1972 |